# Joaquín Obregón González
Joaquín Carlos Ignacio Maclovio Mauro Obregón González (Guanajuato, Guanajuato, 14 de noviembre de 1843 - Ciudad de México, 12 de febrero de 1923) fue un abogado, diputado, empresario mexicano. Fue gobernador de Guanajuato entre 1893 y 1911.

## Biografía
Fue hijo de Joaquín Obregón y Franco y de María Agustina González. Se formó en el Colegio del Estado ganó gran prestigio como abogado y como profesor de historia y de geografía, así como de filosofía en esa misma institución. Fue impulsor y fundador de la Sociedad Mexicana de Minería, diputado al Congreso de la Unión durante la presidencia de Sebastián Lerdo de Tejada, representante legal de compañías dedicadas a la minería y a los ferrocarriles; administrador de sus negocios particulares, como la hacienda de la Quemada en el municipio de San Felipe. 
Arribó a la gubernatura de manera interina en 1893 para luego ser designado gobernador constitucional y se re-eligió durante cinco ocasiones hasta 1911, cuando se vio obligado a abandonar el cargo por la revolución contra el Porfiriato.
Entre 1893 y 1908, se destinaron a este ramo 3.2 millones de pesos a "mejoras materiales", entre ellas en 1894 inauguró en la ciudad de Guanajuato una costosa red de distribución de agua potable.
 

Cabe notar que estas mejoras no fueron distribuidas equitativamente. Según cálculos del investigador Gerardo Martínez Delgado: 
la mitad del total, $1,690,221, se dedicaron al municipio de Guanajuato, es decir a la ciudad, que contaba en 1900 con 41,486 habitantes, pero que había decrecido y contaba en 1910 solo a 35,682 [y] la otra mitad del gasto no privilegió [a otras] ciudades: León, que tenía más población que la capital (63,263 pobladores en 1900 y 57,722 en 1910), recibió menos del 20% de lo que tuvo la ciudad de Guanajuato, apenas $327,692, enseguida Celaya con $190,597, Irapuato con 141,827 y Salamanca con 113,701.
Falleció en la Ciudad de México el 12 de febrero de 1923. Fue sepultado en el Panteón del Tepeyac.

## Discursos y obras
- Discurso pronunciado por el Señor Gobernador del Estado de Guanajuato, Lic. Joaquín Obregón González : al abrir la xxi H. Legislatura del mismo estado el primer periodo del segundo año de sesiones, el 15 de septiembre de 1905 ; Anexos que presento y contestación del Sr. Presidente de la Cámara.[3]
- Memoria sobre la administración pública del estado de Guanajuato presentada al Congreso del mismo por el C. Gobernador constitucional Lic. Joaquín Obregón Gonzalez el 1. de abril de 1895.[4]